# Île de Batz

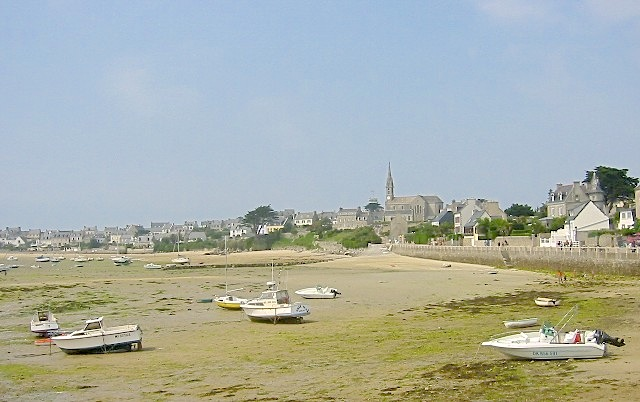
Porz Kernog

Île de Batz is een eilandje aan de Bretonse noordkust. De Bretonse naam is Enez Vaz. De enige gemeente op het eiland heet Île-de-Batz (met streepjes).
Het eiland ligt drie kilometer ten noorden van Roscoff. Er is een veerdienst met de haven van Roscoff. Dankzij de Golfstroom kent het eiland een mild klimaat. Het eiland heeft een vruchtbare bodem, er worden aardappelen en groenten geteeld.
- Bibliothèque nationale de France: cb11955350g (data)
- Système universitaire de documentation: 027533417
- Virtual International Authority File: 242200769